# Abd-al-Kabir (nom)
Abd-al-Kabir és un nom masculí teòfor àrab islàmic (àrab: عبد الكبير, ʿAbd al-Kabīr) que literalment significa ‘Servidor del Gran’, essent «el Gran» un dels epítets de Déu. Si bé Abd-al-Kabir és la transcripció normativa en català del nom en àrab clàssic, també se'l pot trobar transcrit Abdul Kabir, ‘Abdul Kabier... normalment per influència de la pronunciació dialectal o seguint altres criteris de transliteració. Com a teòfor, també el duen molts musulmans no arabòfons que l'han adaptat a les característiques fòniques i gràfiques de la seva llengua.
Vegeu aquí personatges i llocs que duen aquest nom.